# NOL5A
NOL5A‏ (NOP56 ribonucleoprotein) هوَ بروتين يُشَفر بواسطة جين NOL5A في الإنسان.